# Sitticus diductus
Sitticus diductus är en spindelart som först beskrevs av Pickard-Cambridge O. 1885.  Sitticus diductus ingår i släktet Sitticus och familjen hoppspindlar. Inga underarter finns listade i Catalogue of Life.